# Salernitana Sport 1995-1996
Questa voce raccoglie le informazioni riguardanti la Salernitana Sport nelle competizioni ufficiali della stagione 1995-1996.

## Stagione
Dopo le due esaltanti stagioni con Delio Rossi, la Salernitana decide di voltare pagina e affida la panchina a Franco Colomba. Eliminata al primo turno di Coppa Italia, per la prima volta nella sua storia partecipa alla Coppa Anglo-Italiana, raggiungendo la semifinale persa ai calci di rigore contro il Genoa che poi vincerà il torneo.
In campionato cambia il tecnico ma non cambia la musica: la Salernitana ripete esattamente l'identico copione della passata stagione, chiudendo al quinto posto e perdendo la promozione all'ultima giornata, questa volta però per 3 punti ed a vantaggio del Perugia, a causa del pareggio a Pescara.
Il campionato inizia con una penalizzazione di 4 punti per illecito amministrativo, revocata successivamente dalla CAF dopo il ricorso, curiosamente proprio nel giorno della festività patronale cittadina, il che viene considerato un segno di buon auspicio.
Tuttavia l'inizio non é  dei migliori, con un girone d'andata estremamente altalenante. Dopo una partenza a razzo, infatti, i granata accusano un vistoso calo di rendimento che li relega in un anonima posizione di metà classifica, al 13° posto. Ciò provoca, dopo la gara conclusiva del girone di andata, una vibrata contestazione dei tifosi per lo scarso andamento della squadra, che induce il presidente Aliberti a rassegnare le dimissioni, salvo poi ritornare sui suoi passi dopo due settimane. 
Ma nel girone di ritorno le cose cambiano radicalmente: grazie anche al ritorno di Pisano dopo un lungo infortunio che lo ha tenuto fuori dalla seconda fino alla 26ª giornata, la squadra inanella una lunga serie di risultati positivi che le consente di lottare fino alla fine il gomito a gomito con il Perugia.

## Divise e sponsor
Lo sponsor tecnico per la stagione 1995-1996 è Asics, mentre lo sponsor ufficiale è Salumi Spiezia. La divisa casalinga è composta da una maglia granata con bordi bianchi, pantaloncini bianchi e calzettoni granata, mentre la divisa da trasferta è interamente bianca. La terza divisa, invece, è composta da una maglia bianco celeste che si richiama a quella indossata dalla prima Salernitana nella stagione 1919-1920, da pantaloncini neri e calzettoni celesti.
| Casa | Trasferta | Terza divisa |

## Organigramma societario
Fonte
Area direttiva
- Presidente: Aniello Aliberti
- Amministratore delegato: Michele Aliberti
- Segretario: Diodato Abagnara

Area organizzativa
- Team Manager: Franco del Mese

Area comunicazione
- Addetto stampa: Antonio Sasso

Area tecnica
- Direttore sportivo: Giuseppe Cannella
- Allenatore: Franco Colomba
- Allenatore in seconda: Carmine Picone
- Preparatore atletico: Stefano Marrone

Area sanitaria
- Medico sociale: Giuseppe Palumbo
- Massaggiatore: Giovanni Carmando
- Magazziniere: Alfonso De Santo

## Rosa
| N. |                   | Ruolo | Calciatore           |
| -- | ----------------- | ----- | -------------------- |
| 1  | Italia (bandiera) | P     | Antonio Chimenti     |
| 12 | Italia (bandiera) | P     | Maurizio Franzone    |
|    | Italia (bandiera) | P     | Francesco Perrotta   |
| 7  | Italia (bandiera) | D     | Mirko Cudini         |
| 5  | Italia (bandiera) | D     | Mauro Facci          |
| 13 | Italia (bandiera) | D     | Giammarco Frezza     |
| 6  | Italia (bandiera) | D     | Giacomo Gattuso      |
| 3  | Italia (bandiera) | D     | Gianluca Grassadonia |
| 2  | Italia (bandiera) | D     | Claudio Grimaudo     |
| 15 | Italia (bandiera) | D     | Mark Iuliano         |
| 17 | Italia (bandiera) | D     | Pasquale Martinelli  |
| 10 | Italia (bandiera) | C     | Enrico Maria Amore   |

| N. |                   | Ruolo | Calciatore                 |
| -- | ----------------- | ----- | -------------------------- |
| 16 | Italia (bandiera) | C     | Vincenzo Bevo              |
| 4  | Italia (bandiera) | C     | Roberto Breda              |
| 21 | Italia (bandiera) | C     | Pasquale Logarzo           |
| 20 | Italia (bandiera) | C     | Alessio Pirri              |
| 18 | Italia (bandiera) | C     | Paolo Rachini              |
| 8  | Italia (bandiera) | C     | Francesco Tudisco          |
| 11 | Italia (bandiera) | A     | Massimiliano De Silvestro  |
| 24 | Italia (bandiera) | A     | Marco Ferrante             |
| 14 | Italia (bandiera) | A     | Luis Landini               |
| 9  | Italia (bandiera) | A     | Giovanni Pisano (capitano) |
| 19 | Italia (bandiera) | A     | Carlo Ricchetti            |
| 23 | Italia (bandiera) | A     | Giovanni Spinelli          |

## Calciomercato
| Acquisti | Acquisti            | Acquisti  | Acquisti |
| R.       | Nome                | da        | Modalità |
| -------- | ------------------- | --------- | -------- |
| P        | Maurizio Franzone   | Como      |          |
| P        | Francesco Perrotta  |           |          |
| D        | Mirko Cudini        | Avellino  |          |
| D        | Giammarco Frezza    | Lodigiani |          |
| D        | Giacomo Gattuso     | Como      |          |
| D        | Pasquale Martinelli | Matera    |          |
| C        | Enrico Maria Amore  | Turris    |          |
| C        | Vincenzo Bevo       |           |          |
| C        | Pasquale Logarzo    | Siracusa  |          |
| C        | Alessio Pirri       | Cremonese |          |
| A        | Marco Ferrante      | Perugia   | prestito |
| A        | Luis Landini        | Modena    |          |
| A        | Giovanni Spinelli   | Ascoli    |          |

| Cessioni | Cessioni             | Cessioni         | Cessioni |
| R.       | Nome                 | a                | Modalità |
| -------- | -------------------- | ---------------- | -------- |
| P        | Luigi Genovese       |                  | ritiro   |
| D        | Stefano Bettarini    | Lucchese         |          |
| D        | Gianfranco Circati   | Savoia           |          |
| D        | Salvatore Fresi      | Inter            |          |
| C        | Bruno Conca          | Atletico Catania |          |
| C        | Antonello Corradino  |                  |          |
| A        | Roberto Genco        | Matera           |          |
| A        | Mario Lemme          | Ancona           |          |
| A        | Alessandro Muoio     | Modena           |          |
| A        | Massimiliano Vadacca | Savoia           |          |

## Risultati

### Serie B

#### Girone di andata
| Arbitro: | Stafoggia (Pesaro) |

|                  |           |  |
| De Silvestro 47’ | Marcatori |  |

| Verona 3 settembre 1995, ore ? CEST 2ª giornata | Chievo             | 0 – 0 referto | Salernitana | Stadio Marcantonio Bentegodi\| Arbitro: \| De Santis (Tivoli) \| |
| Arbitro:                                        | De Santis (Tivoli) |               |             |                                                                  |

| Salerno 10 settembre 1995, ore ? CEST 3ª giornata | Salernitana          | 0 – 0 referto | Bologna | Stadio Arechi\| Arbitro: \| Pairetto (Nichelino) \| |
| Arbitro:                                          | Pairetto (Nichelino) |               |         |                                                     |

| Arbitro: | Tombolini (Ancona) |

|  |           |                                              |
|  | Marcatori | 37’ A. Pirri 51’ Spinelli 52’ (aut.) Sadotti |

| Arbitro: | Beschin (Legnago) |

|             |           |  |
| Saurini 45’ | Marcatori |  |

| Arbitro: | Collina (Viareggio) |

|                                      |           |  |
| Tudisco 16’ Ferrante 37’ Logarzo 71’ | Marcatori |  |

| Arbitro: | Bolognino (Milano) |

|               |           |  |
| Calvaresi 64’ | Marcatori |  |

| Arbitro: | Lana (Torino) |

|                       |           |  |
| Pellizzaro 45’ (aut.) | Marcatori |  |

| Arbitro: | Gronda (Genova) |

|            |           |  |
| Tudisco 3’ | Marcatori |  |

| Arbitro: | Serena (Bassano del Grappa) |

|                        |           |             |
| Strada 28’ Ziliani 40’ | Marcatori | 15’ Iuliano |

| Arbitro: | Ercolino (Cassino) |

|  |           |                   |
|  | Marcatori | 13’, 28’ Aglietti |

| Arbitro: | Dagnello (Trieste) |

|          |           |             |
| Paci 46’ | Marcatori | 70’ Tudisco |

| Arbitro: | Racalbuto (Gallarate) |

|                                     |           |              |
| Facci 32’ Tudisco 34’ Ricchetti 86’ | Marcatori | 24’ Montella |

| Arbitro: | Cinciripini (Ascoli Piceno) |

|            |           |  |
| Baroni 32’ | Marcatori |  |

| Arbitro: | Serena (Bassano del Grappa) |

|                     |           |           |
| Ferrante 57’ (rig.) | Marcatori | 42’ Negri |

| Arbitro: | Rosica (Roma) |

|                     |           |           |
| Biagioni 79’ (rig.) | Marcatori | 58’ Facci |

| Salerno 23 dicembre 1995, ore ? CET 17ª giornata | Salernitana        | 0 – 0 referto | Cesena | Stadio Arechi\| Arbitro: \| Rodomonti (Teramo) \| |
| Arbitro:                                         | Rodomonti (Teramo) |               |        |                                                   |

| Arbitro: | Farina (Novi Ligure) |

|                            |           |            |
| Scarafoni 56’ Caterino 71’ | Marcatori | 3’ Tudisco |

| Arbitro: | Trentalange (Torino) |

|  |           |                         |
|  | Marcatori | 56’ Gelsi 76’ Giampaolo |

#### Girone di ritorno
| Cosenza 21 gennaio 1996, ore ? CET 20ª giornata | Cosenza                                | 0 – 0 referto | Salernitana | Stadio San Vito\| Arbitro: \| Pellegrino (Barcellona Pozzo di Gotto) \| |
| Arbitro:                                        | Pellegrino (Barcellona Pozzo di Gotto) |               |             |                                                                         |

| Arbitro: | Cardona (Milano) |

|                  |           |                           |
| Tudisco 67’, 70’ | Marcatori | 47’, 65’ (rig.) Gentilini |

| Bologna 4 febbraio 1996, ore ? CET 22ª giornata | Bologna             | 0 – 0 referto | Salernitana | Stadio Renato Dall'Ara\| Arbitro: \| L. Branzoni (Pavia) \| |
| Arbitro:                                        | L. Branzoni (Pavia) |               |             |                                                             |

| Arbitro: | Franceschini (Bari) |

|                                             |           |             |
| Grimaudo 9’ A. Pirri 69’ Logarzo 83’ (rig.) | Marcatori | 63’ Cerbone |

| Arbitro: | Rosica (Roma) |

|                                                   |           |  |
| Ferrante 18’, 41’ Ricchetti 53’ A. Pirri 63’, 74’ | Marcatori |  |

| Arbitro: | Cardona (Milano) |

|                    |           |                                              |
| Sciacca 42’ (rig.) | Marcatori | 30’ (rig.), 87’ (rig.) Logarzo 44’ Ricchetti |

| Salerno 9 marzo 1996, ore ? CET 26ª giornata | Salernitana        | 0 – 0 referto | Avellino | Stadio Arechi\| Arbitro: \| Borrielo (Mantova) \| |
| Arbitro:                                     | Borrielo (Mantova) |               |          |                                                   |

| Arbitro: | Lana (Torino) |

|             |           |                         |
| Palumbo 89’ | Marcatori | 18’ Rachini 66’ Tudisco |

| Arbitro: | Franceschini (Bari) |

|  |           |              |
|  | Marcatori | 81’ A. Pirri |

| Arbitro: | Pairetto (Nichelino) |

|            |           |  |
| Pisano 87’ | Marcatori |  |

| Arbitro: | Bettin (Padova) |

|              |           |                   |
| Aglietti 52’ | Marcatori | 90’ (rig.) Pisano |

| Arbitro: | Pellegrino (Barcellona Pozzo di Gotto) |

|                   |           |          |
| Pisano 90’ (rig.) | Marcatori | 41’ Paci |

| Arbitro: | Braschi (Prato) |

|           |           |  |
| Nappi 44’ | Marcatori |  |

| Arbitro: | Nicchi (Arezzo) |

|              |           |                         |
| Ferrante 38’ | Marcatori | 20’ De Vitis 51’ Zanini |

| Arbitro: | Collina (Viareggio) |

|                        |           |                        |
| Grassadonia 52’ (aut.) | Marcatori | 6’ Ferrante 74’ Pisano |

| Arbitro: | Racalbuto (Gallarate) |

|                                |           |              |
| A. Pirri 43’ (rig.) Pisano 69’ | Marcatori | 76’ Biagioni |

| Arbitro: | Ceccarini (Livorno) |

|                                        |           |                                 |
| Hübner 26’, 72’ (rig.) Piangerelli 31’ | Marcatori | 38’ Grimaudo 84’ (aut.) Rivalta |

| Arbitro: | Treossi (Forlì) |

|                        |           |               |
| Pisano 45’, 56’ (rig.) | Marcatori | 72’ Scarafoni |

| Arbitro: | Pairetto (Nichelino) |

|               |           |            |
| Giampaolo 81’ | Marcatori | 10’ Pisano |

### Coppa Italia

#### Primo turno
| Ascoli Piceno 1995, ore ? CEST Primo Turno                                                          | Ascoli               | 0 – 0 (d.t.s.) referto          | Salernitana | Stadio Cino e Lillo Del Duca |
| \| \| \| \| \| Favo Fiorentini Minuti \| Tiri di rigore 3 – 1 \| Logarzo Breda Facci Grassadonia \| |                      |                                 |             |                              |
| |                      |                                 |             |                              |
| Favo Fiorentini Minuti                                                                              | Tiri di rigore 3 – 1 | Logarzo Breda Facci Grassadonia |             |                              |

### Coppa Anglo-Italiana

#### Fase eliminatoria a gironi
| Salerno 5 settembre 1995, ore ? CEST 1ª giornata | Salernitana | 0 – 0 referto | West Bromwich | Stadio Arechi |

| Stoke-on-Trent 11 ottobre 1995, ore ? CEST 2ª giornata                                    | Stoke City | 2 – 2 referto               | Salernitana |  |
| \| \| \| \| \| Peschisolido 4’ Wallace 46’ \| Marcatori \| 7’ (rig.) Amore 64’ Logarzo \| |            |                             |             |  |
|                                                                                           |            |                             |             |  |
| Peschisolido 4’ Wallace 46’                                                               | Marcatori  | 7’ (rig.) Amore 64’ Logarzo |             |  |

| Salerno 8 novembre 1995, ore ? CET 3ª giornata              | Salernitana | 2 – 1 referto | Southend Utd | Stadio Arechi |
| \| \| \| \| \| Landini 6’, 53’ \| Marcatori \| 69’ Redis \| |             |               |              |               |
|                                                             |             |               |              |               |
| Landini 6’, 53’                                             | Marcatori   | 69’ Redis     |              |               |

| Ipswich 13 dicembre 1995, ore ? CET 4ª giornata          | Ipswich Town | 2 – 0 referto | Salernitana | Portman Road |
| \| \| \| \| \| Molbray 5’ Gregory 83’ \| Marcatori \| \| |              |               |             |              |
|                                                          |              |               |             |              |
| Molbray 5’ Gregory 83’                                   | Marcatori    |               |             |              |

#### Semifinale nazionale
| Genova 17 gennaio 1996, ore ? CET Gara unica | Genoa                | 0 – 0 (d.t.s.) referto                              | Salernitana | Stadio Luigi Ferraris |
| \| \| \| \| \| Onorati Francesconi Nappi Ruotolo Montella Pagliarini Torrente \| Tiri di rigore 5 – 4 \| Logarzo Rachini Cudini Pirri Ferrante Iuliano Breda \| |                      |                                                     |             |                       |
| |                      |                                                     |             |                       |
| Onorati Francesconi Nappi Ruotolo Montella Pagliarini Torrente                                                                                                  | Tiri di rigore 5 – 4 | Logarzo Rachini Cudini Pirri Ferrante Iuliano Breda |             |                       |

## Statistiche
Statistiche aggiornate al 9 giugno 1996.

### Statistiche di squadra
| Competizione         | Punti | In casa | In casa | In casa | In casa | In casa | In casa | In trasferta | In trasferta | In trasferta | In trasferta | In trasferta | In trasferta | Totale | Totale | Totale | Totale | Totale | Totale | DR  |
| Competizione         | Punti | G       | V       | N       | P       | Gf      | Gs      | G            | V            | N            | P            | Gf           | Gs           | G      | V      | N      | P      | Gf     | Gs     | DR  |
| -------------------- | ----- | ------- | ------- | ------- | ------- | ------- | ------- | ------------ | ------------ | ------------ | ------------ | ------------ | ------------ | ------ | ------ | ------ | ------ | ------ | ------ | --- |
| Serie B              | 58    | 19      | 10      | 6       | 3       | 27      | 14      | 19           | 5            | 7            | 7            | 19           | 18           | 38     | 15     | 13     | 10     | 46     | 32     | +14 |
| Coppa Italia         | -     | 0       | 0       | 0       | 0       | 0       | 0       | 1            | 0            | 0            | 1            | 0            | 0            | 1      | 0      | 0      | 1      | 0      | 0      | 0   |
| Coppa Anglo-Italiana | -     | 2       | 1       | 1       | 0       | 2       | 1       | 3            | 0            | 1            | 2            | 2            | 2            | 5      | 1      | 2      | 2      | 4      | 3      | +1  |
| Totale               | -     | 21      | 11      | 7       | 3       | 29      | 15      | 23           | 5            | 8            | 10           | 21           | 20           | 44     | 16     | 15     | 13     | 50     | 35     | +15 |

### Andamento in campionato
| Giornata  | 1 | 2 | 3 | 4 | 5 | 6 | 7 | 8 | 9 | 10 | 11 | 12 | 13 | 14 | 15 | 16 | 17 | 18 | 19 | 20 | 21 | 22 | 23 | 24 | 25 | 26 | 27 | 28 | 29 | 30 | 31 | 32 | 33 | 34 | 35 | 36 | 37 | 38 |
| --------- | - | - | - | - | - | - | - | - | - | -- | -- | -- | -- | -- | -- | -- | -- | -- | -- | -- | -- | -- | -- | -- | -- | -- | -- | -- | -- | -- | -- | -- | -- | -- | -- | -- | -- | -- |
| Luogo     | C | T | C | T | T | C | T | C | C | T  | C  | T  | C  | T  | C  | T  | C  | T  | C  | T  | C  | T  | C  | C  | T  | C  | T  | T  | C  | T  | C  | T  | C  | T  | C  | T  | C  | T  |
| Risultato | V | N | N | V | P | V | P | V | V | P  | P  | N  | V  | P  | N  | N  | N  | P  | P  | N  | N  | N  | V  | V  | V  | N  | V  | V  | V  | N  | N  | P  | P  | V  | V  | P  | V  | N  |
| Posizione | 2 | 3 | 5 | 2 | 5 | 3 | 5 | 4 | 2 | 2  | 5  | 6  | 4  | 5  | 6  | 6  | 5  | 10 | 12 | 13 | 13 | 13 | 10 | 7  | 4  | 7  | 3  | 2  | 2  | 2  | 3  | 5  | 6  | 5  | 4  | 5  | 5  | 5  |

Fonte:  Serie B - Classifiche, su calciometro.it (archiviato dall'url originale il 10 gennaio 2015).
Legenda:

Luogo: C = Casa; T = Trasferta. Risultato: V = Vittoria; N = Pareggio; P = Sconfitta.

### Statistiche dei giocatori
Sono in corsivo i calciatori che hanno lasciato la società a stagione in corso.
| Giocatore       | Serie B  | Serie B | Serie B     | Serie B    | Coppa Italia | Coppa Italia | Coppa Italia | Coppa Italia | Coppa Anglo-Italiana | Coppa Anglo-Italiana | Coppa Anglo-Italiana | Coppa Anglo-Italiana | Totale   | Totale | Totale      | Totale     |
| Giocatore       | Presenze | Reti    | Ammonizioni | Espulsioni | Presenze     | Reti         | Ammonizioni  | Espulsioni   | Presenze             | Reti                 | Ammonizioni          | Espulsioni           | Presenze | Reti   | Ammonizioni | Espulsioni |
| --------------- | -------- | ------- | ----------- | ---------- | ------------ | ------------ | ------------ | ------------ | -------------------- | -------------------- | -------------------- | -------------------- | -------- | ------ | ----------- | ---------- |
| E. Amore        | 9        | 0       | 0           | 0          | ?            | 0            | ?            | ?            | ?                    | 1                    | ?                    | ?                    | 9+       | 1      | 0+          | 0+         |
| V. Bevo         | 0        | 0       | 0           | 0          | ?            | 0            | ?            | ?            | ?                    | 0                    | ?                    | ?                    | 0+       | 0      | 0+          | 0+         |
| R. Breda        | 31       | 0       | 0           | 1          | ?            | 0            | ?            | ?            | ?                    | 0                    | ?                    | ?                    | 31+      | 0      | 0+          | 1+         |
| A. Chimenti     | 36       | -29     | 0           | 0          | ?            | -0           | ?            | ?            | ?                    | -?                   | 0                    | 0                    | 36+      | -29+   | 0+          | 0+         |
| M. Cudini       | 14       | 0       | 0           | 1          | ?            | 0            | ?            | ?            | ?                    | 0                    | ?                    | ?                    | 14+      | 0      | 0+          | 1+         |
| M. De Silvestro | 33       | 1       | 0           | 0          | ?            | 0            | ?            | ?            | ?                    | 0                    | ?                    | ?                    | 33+      | 1      | 0+          | 0+         |
| M. Facci        | 37       | 2       | 0           | 1          | ?            | 0            | ?            | ?            | ?                    | 0                    | ?                    | ?                    | 37+      | 2      | 0+          | 1+         |
| M. Ferrante     | 30       | 6       | 0           | 0          | ?            | 0            | ?            | ?            | ?                    | 0                    | ?                    | ?                    | 30+      | 6      | 0+          | 0+         |
| F. Franzone     | 3        | -3      | 0           | 0          | ?            | -0           | ?            | ?            | ?                    | -?                   | ?                    | ?                    | 3+       | -3+    | 0+          | 0+         |
| G. Frezza       | 26       | 0       | 0           | 1          | ?            | 0            | ?            | ?            | ?                    | 0                    | ?                    | ?                    | 26+      | 0      | 0+          | 1+         |
| G. Gattuso      | 10       | 0       | 0           | 0          | ?            | 0            | ?            | ?            | ?                    | 0                    | ?                    | ?                    | 10+      | 0      | 0+          | 0+         |
| G. Grassadonia  | 32       | 0       | 0           | 1          | ?            | 0            | ?            | ?            | ?                    | 0                    | ?                    | ?                    | 32+      | 0      | 0+          | 1+         |
| C. Grimaudo     | 33       | 2       | 0           | 1          | ?            | 0            | ?            | ?            | ?                    | 0                    | ?                    | ?                    | 33+      | 2      | 0+          | 1+         |
| M. Iuliano      | 32       | 1       | 0           | 0          | ?            | 0            | ?            | ?            | ?                    | 0                    | ?                    | ?                    | 32+      | 1      | 0+          | 0+         |
| L. Landini      | 6        | 0       | 0           | 0          | ?            | 0            | ?            | ?            | ?                    | 2                    | ?                    | ?                    | 6+       | 2      | 0+          | 0+         |
| P. Logarzo      | 31       | 4       | 0           | 1          | ?            | 0            | ?            | ?            | ?                    | 1                    | ?                    | ?                    | 31+      | 5      | 0+          | 1+         |
| P. Martinelli   | 0        | 0       | 0           | 0          | ?            | 0            | ?            | ?            | ?                    | 0                    | ?                    | ?                    | 0+       | 0      | 0+          | 0+         |
| F. Perrotta     | 0        | -0      | 0           | 0          | ?            | -?           | ?            | ?            | ?                    | -?                   | ?                    | ?                    | 0+       | -0+    | 0+          | 0+         |
| A. Pirri        | 34       | 6       | 0           | 0          | ?            | 0            | ?            | ?            | ?                    | 0                    | ?                    | ?                    | 34+      | 6      | 0+          | 0+         |
| G. Pisano       | 14       | 8       | 0           | 1          | ?            | 0            | ?            | ?            | ?                    | 0                    | ?                    | ?                    | 14+      | 8      | 0+          | 1+         |
| P. Rachini      | 27       | 1       | 0           | 0          | ?            | 0            | ?            | ?            | ?                    | 0                    | ?                    | ?                    | 27+      | 1      | 0+          | 0+         |
| C. Ricchetti    | 28       | 2       | 0           | 0          | ?            | 0            | ?            | ?            | ?                    | 0                    | ?                    | ?                    | 28+      | 2      | 0+          | 0+         |
| G. Spinelli     | 19       | 1       | 0           | 0          | ?            | 0            | ?            | ?            | ?                    | 0                    | ?                    | ?                    | 19+      | 1      | 0+          | 0+         |
| F. Tudisco      | 37       | 8       | 0           | 0          | ?            | 0            | ?            | ?            | ?                    | 0                    | ?                    | ?                    | 37+      | 8      | 0+          | 0+         |

## Giovanili

### Organigramma
Fonte
- Responsabile Settore Giovanile: Enrico Coscia
- Responsabile Settore Giovanile: Vincenzo D'Ambrosio
- Allenatore Primavera: Franco Fabiano

### Piazzamenti
- Primavera:
  - Campionato: ?
  - Coppa Italia: ?